# آفتاب‌سوخته
آفتاب‌سوخته (ژاپنی: 太陽の傷, Taiyo no kizu) (انگلیسی: Sun Scarred) فیلمی ژاپنی در سبک درام، مهیج، اکشن و جنایی به کارگردانی تاکاشی میکه محصول سال ۲۰۰۶ است. این فیلم در ژاپن در تاریخ ۳ مه ۲۰۰۶ منتشر شد.